# پیر کارلو
پیر کارلو(به لهستانی: Pierre Karlów) دروازه‌بان لهستانی الاصل که از مهاجران لهستانی جنگ جهانی دوم در ایران بود، در دهه ۲۰ و ۳۰ پیراهن  تاج را بر تن می‌کرد و اولین خارجی تاریخ تاج ایران محسوب می‌شود و همچنین وی یک بازی ملی با پیراهن ایران در مقابل تیم فوتبال ترکیه انجام داده‌است. وی از سال ۲۴ تا ۳۵ به مدت بالای ۱۱ سال برای استقلال بازی کرد. کارلو رکورد طولانی‌ترین دوران حضور یک بازیکن خارجی در باشگاه استقلال را هم به خود اختصاص داده‌است.

## افتخارات
- جام باشگاه‌های تهران (۳): ۱۳۲۸، ۱۳۳۱، ۱۳۳۵
- جام حذفی تهران (۲): ۲۷–۱۳۲۶، ۱۳۳۰